# Stäppblomflugor
Stäppblomflugor (Paragus) är ett släkte av tvåvingar som beskrevs av Pierre André Latreille 1804. Stäppblomflugor ingår i familjen blomflugor.

## Bildgalleri

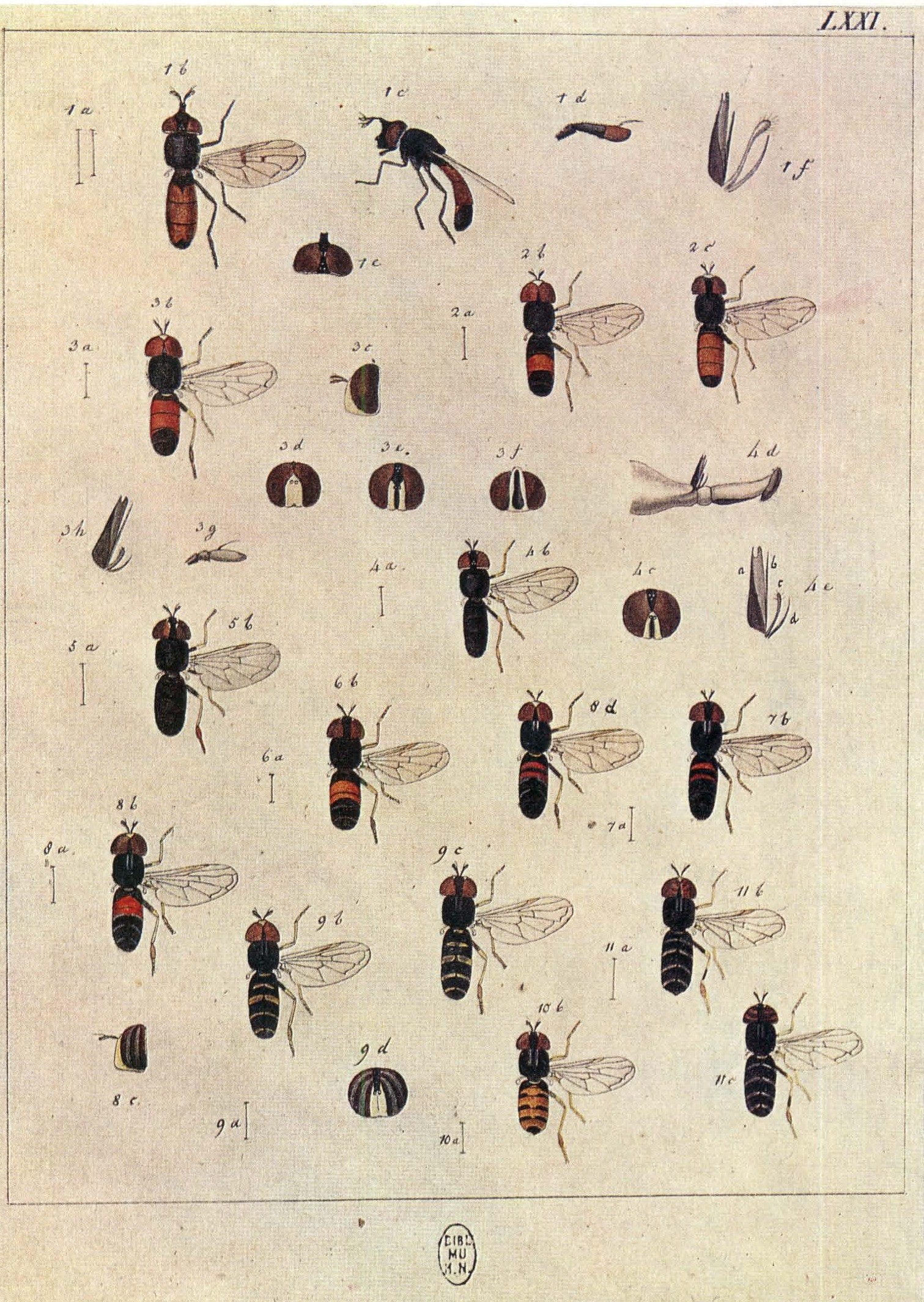

## Dottertaxa till stäppblomflugor, i alfabetisk ordning[1][2]
- Paragus absidatus
- Paragus albifrons
- Paragus albipes
- Paragus ambalaensis
- Paragus angustifrons
- Paragus angustistylus
- Paragus annandalei
- Paragus antoinettae
- Paragus apicalis
- Paragus arizonensis
- Paragus ascoensis
- Paragus asiaticus
- Paragus atlasi
- Paragus atratus
- Paragus auritus
- Paragus azureus
- Paragus balachonovae
- Paragus basilewskyi
- Paragus bicolor
- Paragus binominalis
- Paragus bispinosus
- Paragus borbonicus
- Paragus boyesi
- Paragus brachycerus
- Paragus capricorni
- Paragus chalybeatus
- Paragus cinctus
- Paragus clausseni
- Paragus coadunatus
- Paragus compeditus
- Paragus constrictus
- Paragus cooksoni
- Paragus cooverti
- Paragus crenulatus
- Paragus dolichocerus
- Paragus erectus
- Paragus expressus
- Paragus faesi
- Paragus fasciatus
- Paragus femoratus
- Paragus finitimus
- Paragus flammeus
- Paragus flaviventris
- Paragus glumaci
- Paragus goeldlini
- Paragus gracilis
- Paragus gussakovskii
- Paragus haemorrhous
- Paragus hermonensis
- Paragus hokusankoensis
- Paragus hyalopteri
- Paragus jozanus
- Paragus karnaliensis
- Paragus keiseri
- Paragus ketenchievi
- Paragus kopdagensis
- Paragus leleji
- Paragus longistylus
- Paragus longiventris
- Paragus luteus
- Paragus majoranae
- Paragus manensis
- Paragus mariae
- Paragus marshalli
- Paragus marusiki
- Paragus medeae
- Paragus milkoi
- Paragus minutus
- Paragus mongolicus
- Paragus naso
- Paragus nasutus
- Paragus nigrocoeruleus
- Paragus nitidissimus
- Paragus oltenicus
- Paragus paulyi
- Paragus pecchiolii
- Paragus politus
- Paragus punctatus
- Paragus punctulatus
- Paragus pusillus
- Paragus quadrifasciatus
- Paragus romanicus
- Paragus rufocincta
- Paragus serratiparamerus
- Paragus serratus
- Paragus sexarcuatus
- Paragus sinicus
- Paragus stackelbergi
- Paragus strigatus
- Paragus stuckenbergi
- Paragus tibialis
- Paragus tonkouiensis
- Paragus tribuliparamerus
- Paragus tsimbazazensis
- Paragus vandergooti
- Paragus variabilis
- Paragus villipennis
- Paragus xinyuanensis
- Paragus yerburiensis
- Paragus zuqualensis